# Antroposofia
L'antroposofia és una pseudociència que forma part del corrent teosòfic desenvolupat pel filòsof i esoterista austríac Rudolf Steiner a principis del segle xx com a escissió de la Societat Teosòfica. Es tracta d'una temptativa d'estudiar, d'experimentar i de descriure els fenòmens espirituals amb la mateixa precisió i claredat amb què la ciència estudia i descriu el món físic.
L'antroposofia es funda en l'afirmació que és possible anar més enllà de la visió materialista de la naturalesa i del món limitat a l'aspecte físic, afegint-hi els nivells suprasensibles de l'existència: els processos vitals, l'ànima i l'esperit.
Segons Steiner, el món espiritual és un món real i objectiu i és accessible gràcies a certes facultats cognoscitives latents en tots els éssers humans. Aquestes, independents dels sentits però dependents d'altres òrgans, poden ésser desenvolupades fins a obtenir allò que ell anomena el pensar pur. Gràcies a aquest, les persones podran deduir amb completa autonomia el motiu de les seves accions, el que els permetrà llavors d'actuar lliurement.
Les idees antroposòfiques s'han aplicat pràcticament a tots els àmbits, com per exemple a l'educació amb les escoles Steiner-Waldorf i el moviment Camphill d'ensenyament especial, a l'agricultura ecològica amb la noció biodinàmica (que ha donat lloc a l'etiquetatge Demeter), a la medicina (laboratoris Weleda), a les finances amb la banca ètica (Triodos Bank, GLS_Gemeinschaftsbank o LaNef) i a les diverses arts (amb l'eurítmia, aplicada a la dansa i a l'arquitectura).
Per tal de promoure el seu ensenyament, Steiner va crear l'any 1912 la Societat Antroposòfica, la qual té la seu internacional al Goetheanum de Dornach, a Suïssa.
Segons la comunitat científica, les teories antroposófiques no tenen cap base científica i es fonamenten en la pseudociència obscura formulada per Rudolf Steiner a partir de les percepcions de l'esperit.